# اتحادیه کاپیلمونی
اتحادیه کاپیلمونی (به لاتین: Kapilmuni Union) یک منطقهٔ مسکونی در بنگلادش است که در Paikgachha Upazila واقع شده‌است.